# ثيمبرون
ثيمبرون (بالفرنسية: Thiembronne)‏ هي بلدية تقع في إقليم باد كاليه من منطقة نور با دو كاليه في شمال فرنسا. تبلغ مساحة هذه المدينة 22.82 (كم²)، وترتفع عن سطح البحر 160 م، يبلغ عدد سكانها 697 نسمة حسب إحصاء المعهد الوطني للإحصاء والدراسات الاقتصادية سنة 2009 م. وترأس Sylvie Roland البلدية خلال فترة (2008-2014).